# みづほ自動車製作所
みづほ自動車製作所（）は、1923年から1956年まで存在した日本のオートバイメーカーである。目黒製作所（メグロ）と並ぶ大型車の一流メーカーで、キャブトン（Cabton）の名は今日まで知られる。

## 概要
名古屋市にて内藤正一が1923年に起こし、1927年キャブトン第一号を発表した。発売元は大阪・中川幸四郎商店であり、「キャブトン」という名はCome And Buy To Osaka Nakagawa （「大阪中川まで買いに来たれ」）の頭文字を並べたものである。4ストローク、350cc、サイドバルブ車が主だった。戦前の最盛期には年に360台の生産を行なった。
メグロと同様第二次世界大戦によって一時オートバイの生産をやめざるを得なくなったが戦後いちはやく復活、愛知県犬山市に工場を開設し、1946年にバイクモーター（自転車に取り付けるエンジン。モペッド参照）である「ビスモーター」を発売した。
やがて本格的なオートバイの生産に戻り、英国車風の4ストローク車を専ら生産した。排気量は350ccから600cc程度と当時としては大型であり、単気筒ないし並列2気筒OHV車が主だった。1954年頃の最盛期には資本金1億円、従業員800人を数えた。
この頃でもなお、キャブトン車はエンジン始動が困難で名人芸を要したこと。また、マシントラブルが多くツーリングには工具が一抱え必要であったことなど、乗り手を選ぶ個性的なマシンが多かった。
同時期には映画会社とのタイアップを展開し、車輌を劇中に登場させスクリーンに映し出す派手な宣伝を行った。1954年11月に公開された東宝映画『ゴジラ』では、劇中で主人公が搭乗するほか、南海サルベージ社の壁にカレンダーのポスターが貼られている。
大型車の需要が限られる一方で小型車の人気が高まったことから時流に乗って250ccや125ccの小型車も発売、量産による廉売戦略に打って出たが大型車イメージの強いキャブトンのメーカーが廉価な小型車を生産したことはブランドイメージのぶれを生じ、またその生産過程で品質管理面がおろそかになってユーザーの不評を買ったことで市場で「名門失墜」の悪評を招き、経営をより悪化させることになった。
最終的には資金繰りに行き詰まり、1956年に倒産した。ライバルのメグロが厳しい経営状況でもブランドイメージを保ち、川崎航空機工業（カワサキ）にその技術的系譜を継承させたのとは対照的な末路であった。
経営者の内藤は経営の失敗と病苦が重なっての心労により、1960年本社工場に近い木曽川に入水自殺した。

## 製造モデル
- ビスモーター 36cc
- キャブトン AH 500cc
- キャブトン 50 500cc
- キャブトン VB1 350cc
- キャブトン RBH 350cc
- キャブトン RL 400cc
- キャブトン RK 500cc
- キャブトン RTF 500cc
- キャブトン RTS 600cc
- ミズホ MQ 125cc
- ミズホ MM 200cc
- ミズホ MM25 250cc
- ミズホ MJ 350cc
- キャブトン FXN 500cc
- キャブトン RSL 600cc
- キャブトン FXT 600cc
- キャブトン MJ7 250cc
- キャブトン MA250 250cc
- キャブトン RW 350cc
- キャブトン RU 500cc
- キャブトン RV 600cc
- キャブトン RU 500cc
- キャブトン FXP 250cc

## キャブトンマフラー

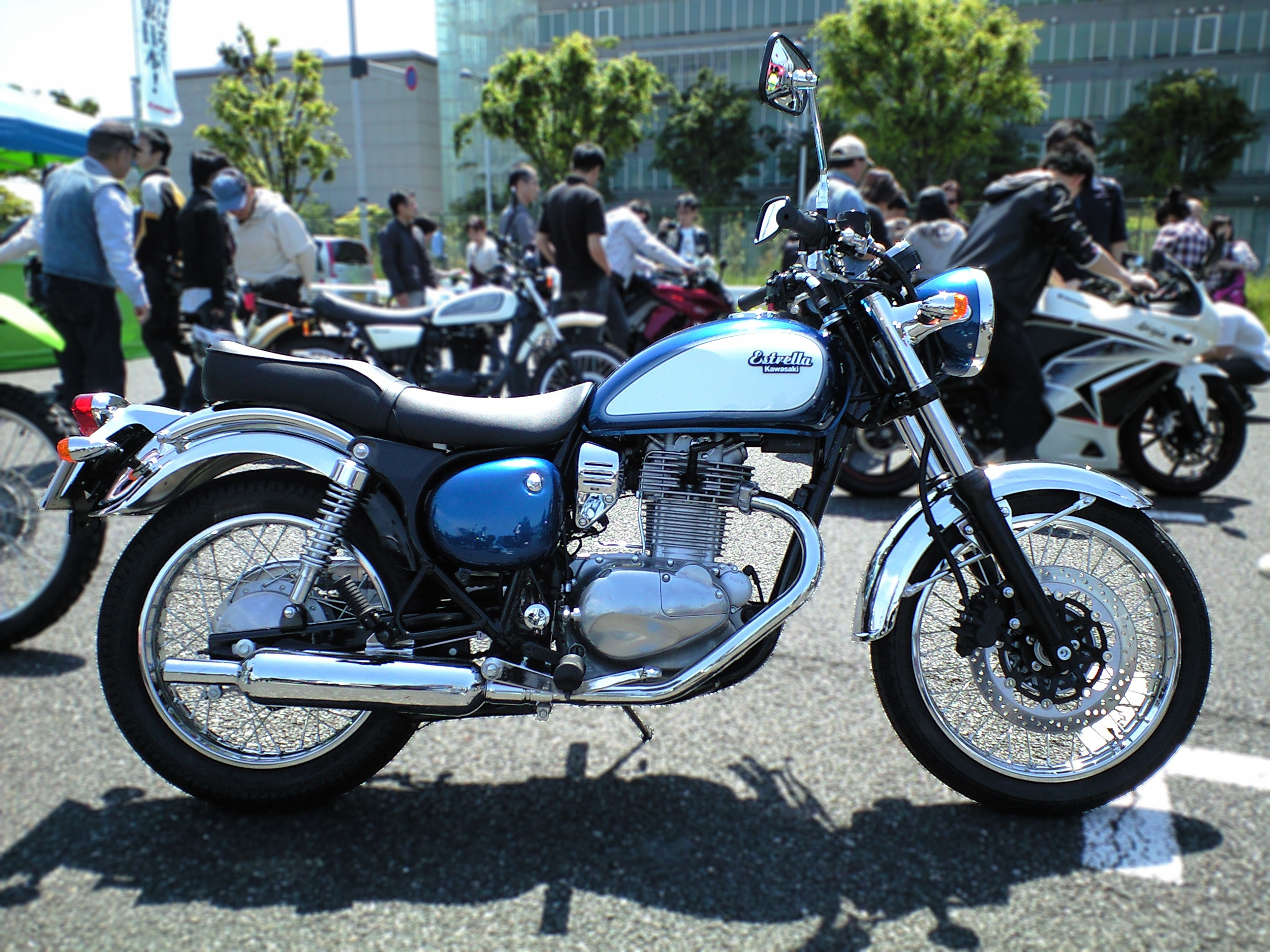
｢キャブトン(タイプ)マフラー｣の例
エストレヤ（2011年モデル）

みづほ自動車製作所の製品を引き継ぐメーカーはなかったが、キャブトンの名はマフラーに残っている。しかし誤って「キャプトン」と呼称されている場合が多い。
オートバイの後方に水平に延びる円筒状のマフラーで、途中、一様に太くなっている部分が一カ所だけ存在し、そこからはまた元の太さに戻るものを通称「キャブトンマフラー」と呼ぶ。トライアンフやBSAなど当時の英車によく似た形状だが、直線的で外連味のない無骨なデザインがキャブトンの特徴である。
このタイプのマフラーは汎用の社外品として販売されるほか、同時代のライバルであったメグロを吸収したカワサキのW1S、W3や、その後のエストレヤやWシリーズ/メグロK3などの旧車風な雰囲気を狙ったモデルに多く採用される。関係は不明だがトヨタ・2000GTのマフラーも類似の形状である。